# Вукчевич, Радомир
Ра́домир Ву́кчевич (сербохорв. Radomir Vukčević / Радомир Вукчевић; 15 сентября 1944, Книн, НГХ) — югославский футболист, вратарь, большую часть карьеры игравший за сплитский «Хайдук».
В составе сборной Югославии становился серебряным призёром чемпионата Европы 1968 года.

## Карьера

### Клубная
Воспитанник клуба «Динара» из Книна, с 1963 года выступал за сплитский «Хайдук». С «Хайдуком» становился чемпионом Югославии в сезоне 1970/71 и выигрывал розыгрыш Кубка Югославии 1966/67. За «Хайдук» сыграл 182 матча в Первой лиге.
Летом 1973 года Радомир Вукчевич перешёл во французский клуб Дивизиона 2 «Аяччо», в котором и завершил карьеру в 1975 году.

### В сборной
В сборной Югославии дебютировал 1 ноября 1967 года в товарищеской игре со сборной Нидерландов в Роттердаме. Матч завершился победой югославов со счётом 2:1. Входил в заявку на чемпионат Европы 1968 года, но на поле не выходил: все три матча без замен провёл Илия Пантелич.
Последний матч за сборную сыграл 22 сентября 1971 года в Сараеве. Товарищеская встреча со сборной Мексики завершилась победой хозяев со счётом 4:0. Всего за сборную Югославии Вукчевич провёл 9 матчей, в которых пропустил 5 мячей.

## Статистика по сезонам
| Сезон   | Клуб           | Матчи | Голы |
| ------- | -------------- | ----- | ---- |
| 1963/64 | Хайдук (Сплит) | 1     | 0    |
| 1964/65 | Хайдук (Сплит) | 25    | 0    |
| 1965/66 | Хайдук (Сплит) | 22    | 0    |
| 1966/67 | Хайдук (Сплит) | 28    | 0    |
| 1967/68 | Хайдук (Сплит) | 26    | 0    |
| 1968/69 | Хайдук (Сплит) | 6     | 0    |
| 1969/70 | Хайдук (Сплит) | 19    | 0    |
| 1970/71 | Хайдук (Сплит) | 25    | 0    |
| 1971/72 | Хайдук (Сплит) | 19    | 0    |
| 1972/73 | Хайдук (Сплит) | 11    | 0    |
| 1973/74 | Аяччо          | 30    | 0    |
| 1974/75 | Аяччо          | 1     | 0    |